# 亞布盧尼夫 (圖爾卡區)
49°2′17″N 23°4′45″E / 49.03806°N 23.07917°E
亞布盧尼夫（烏克蘭語：Яблунів），是烏克蘭西部的村莊，隸屬利維夫州的桑比爾區。該村始建於1563年，面積0.7平方公里，海拔高度652米，2001年該村落人口432。